# Heliotropium heteranthum
Heliotropium heteranthum är en strävbladig växtart som först beskrevs av Ferdinand von Mueller, och fick sitt nu gällande namn av Alfred James Ewart och O. Davies. Heliotropium heteranthum ingår i Heliotropsläktet som ingår i familjen strävbladiga växter. Inga underarter finns listade i Catalogue of Life.